# 성남여수지구
성남여수지구는 대한민국 경기도 성남시에 위치한 도시다.

## 같이 보기
- 성남시